# Siavonga
Siavonga – miasto w Zambii, w Prowincji Południowej. Według danych szacunkowych na rok 2010 liczy 29 908 mieszkańców.